# Koblenz Stadtmitte
Koblenz Stadtmitte (niem: Haltepunkt Koblenz Stadtmitte) – przystanek kolejowy w Koblencji, w regionie Nadrenia-Palatynat, w Niemczech. Znajduje się na linii Linke Rheinstrecke z Kolonii do Moguncji. Przystanek został otwarty 14 kwietnia 2011.
Według klasyfikacji Deutsche Bahn, stacja posiada kategorię 4.

## Położenie
Koblenz Stadtmitte położony jest na Linke Rheinstrecke, zaledwie 800 metrów na północ od Koblenz Hauptbahnhof i zaledwie 1,2 km na południe od dworca Koblenz-Lützel.
Znajduje się w dzielnicy Altstadt na granicy z dzielnicami Rauental i Mitte, na zachód od centrum handlowego Löhr-Center, w pobliżu deptaka. Po przeciwnej stronie przystanku znajduje się dworzec autobusowy Bahnhof Stadtmitte/Löhr Center.

## Linie kolejowe
- Linke Rheinstrecke
- Neuwied – Koblenz